# Canción de Iguaque
Canción de Iguaque es una película colombiana de 2017 dirigida por Juan Manuel Benavides y protagonizada por Noëlle Schonwald, Óscar Vesga, Beatriz Camargo y Henry Sánchez. Participó en importantes eventos a nivel nacional e internacional como los festivales de Los Ángeles, Great Lakes, Rumania y Barichara.

## Sinopsis
Un joven apodado Roble emprende una búsqueda espiritual por las imponentes montañas de Iguaque en la cordillera andina colombiana. Acompañado de Xué, su amante y compañera, conocerá toda clase de personajes y sitios relacionados con la ancestral cultura muisca.

## Reparto
- Noëlle Schonwald es Xué.
- Óscar Vesga es Roble.
- Beatriz Camargo es Doña Flor.
- Henry Sánchez es Tobías.